# DAF XF
DAF XF là dòng xe đầu kéo được DAF Trucks sản xuất từ năm 1997. Mẫu xe XF 105 đã giành giải thưởng International Truck of the Year năm 2007. Mẫu xe này được trang bị động cơ dung tích 10,8 hoặc 12,9 lít (PACCAR MX 11 hoặc 13) cùng với hộp số ZF AS Tronic hoặc ZF Traxon (phiên bản số sàn và số tự động).

## DAF XG
Bắt đầu từ thế hệ năm 2021, các phiên bản cabin lớn hơn của dòng XF được đặt tên là XG và XG+.

## Biến thể quân sự
Biến thể quân sự của dòng DAF XF 95 được gọi là DAF SSC.
Lực lượng Bộ binh của Lục quân Canada sử dụng XF95 Tropco Tractor làm phương tiện vận chuyển xe tăng của họ, chúng được thuê từ Quân đội Hà Lan.

## Dòng đời (1997-nay)
| Dòng xe         | Năm       | Động cơ                   | Hộp số                   | Công suất (hp)                  |
| --------------- | --------- | ------------------------- | ------------------------ | ------------------------------- |
| XF 95 Euro 2/3  | 1997-2004 | XE355C XF-engine          | ZF Auto/Manual           | 380,430,480,530                 |
| XF 105 Euro 4/5 | 2005-2011 | Paccar MX                 | ZF 12/16 số Allison 6 số | 360,410,460,510                 |
| XF 106 Euro 6   | 2012-2020 | Paccar MX-11 Paccar MX-13 | ZF 12/16 số Allison 6 số | 370,410,440,450,460,480,510,530 |
| XF 2021         | 2021-nay  | Paccar MX-11 Paccar MX-13 | ZF 12/16 số              | 367,408,428,449,483,530         |

## Thư viện ảnh

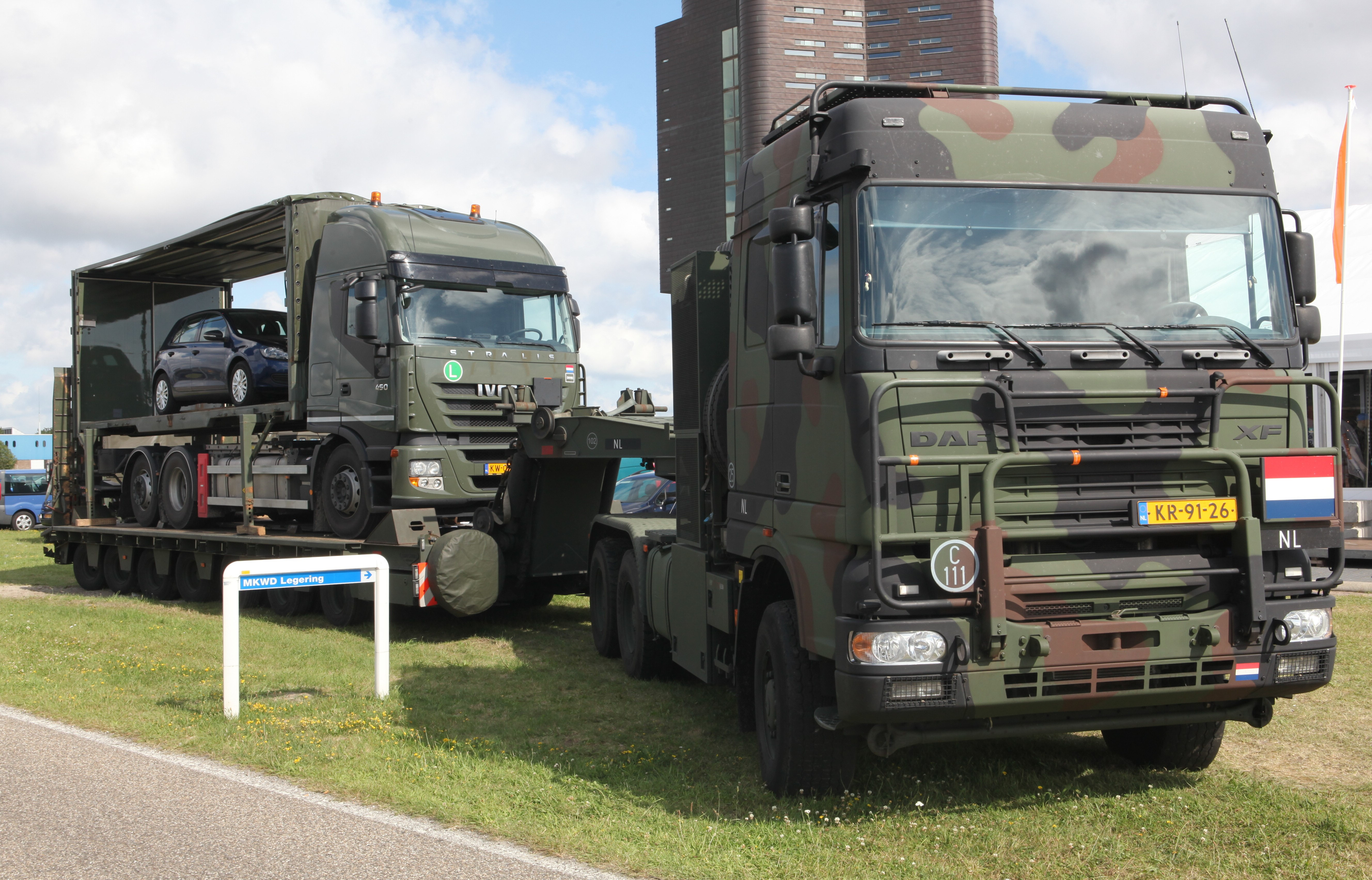
DAF XF95
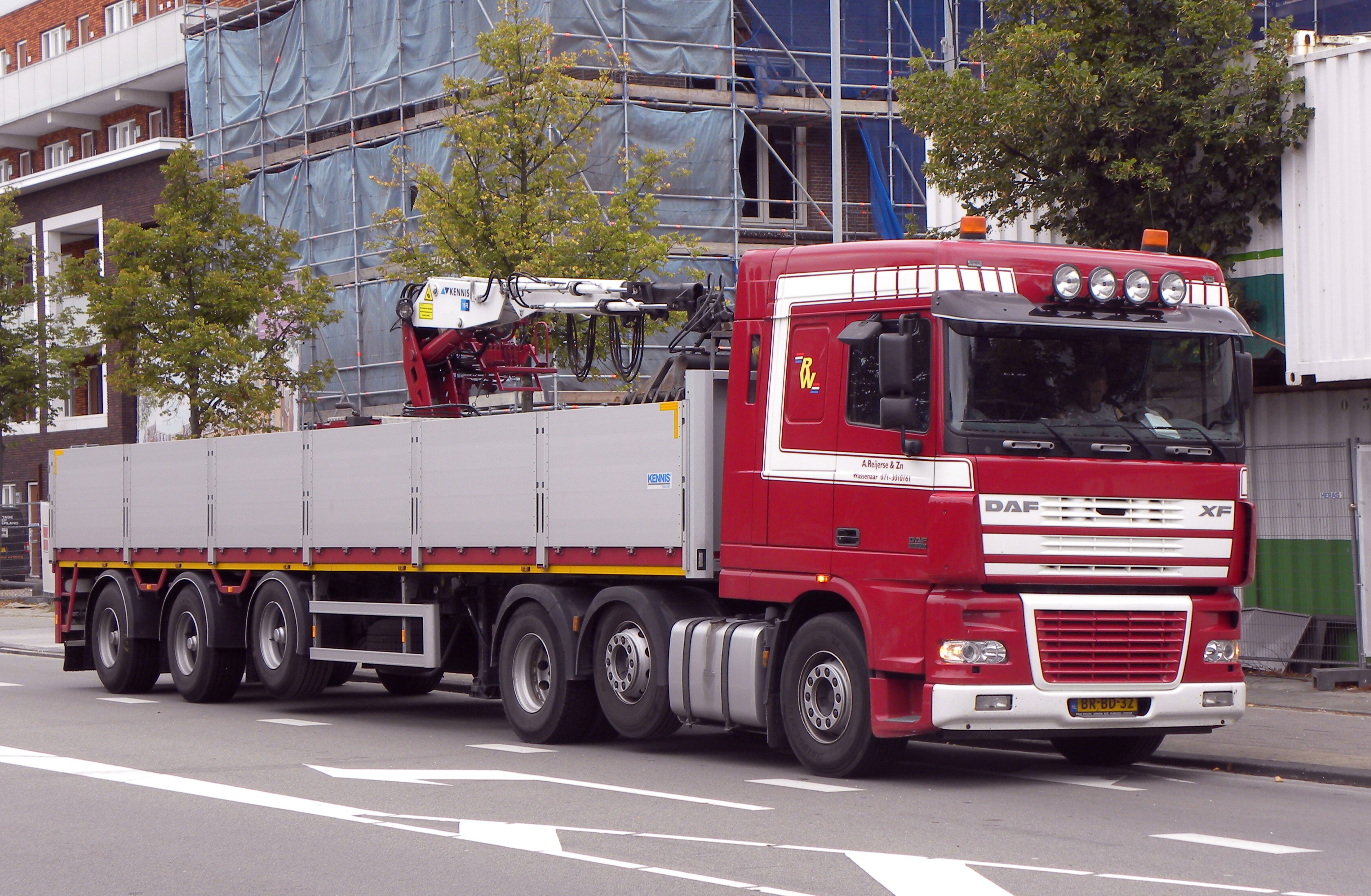
Xe tải DAF XF
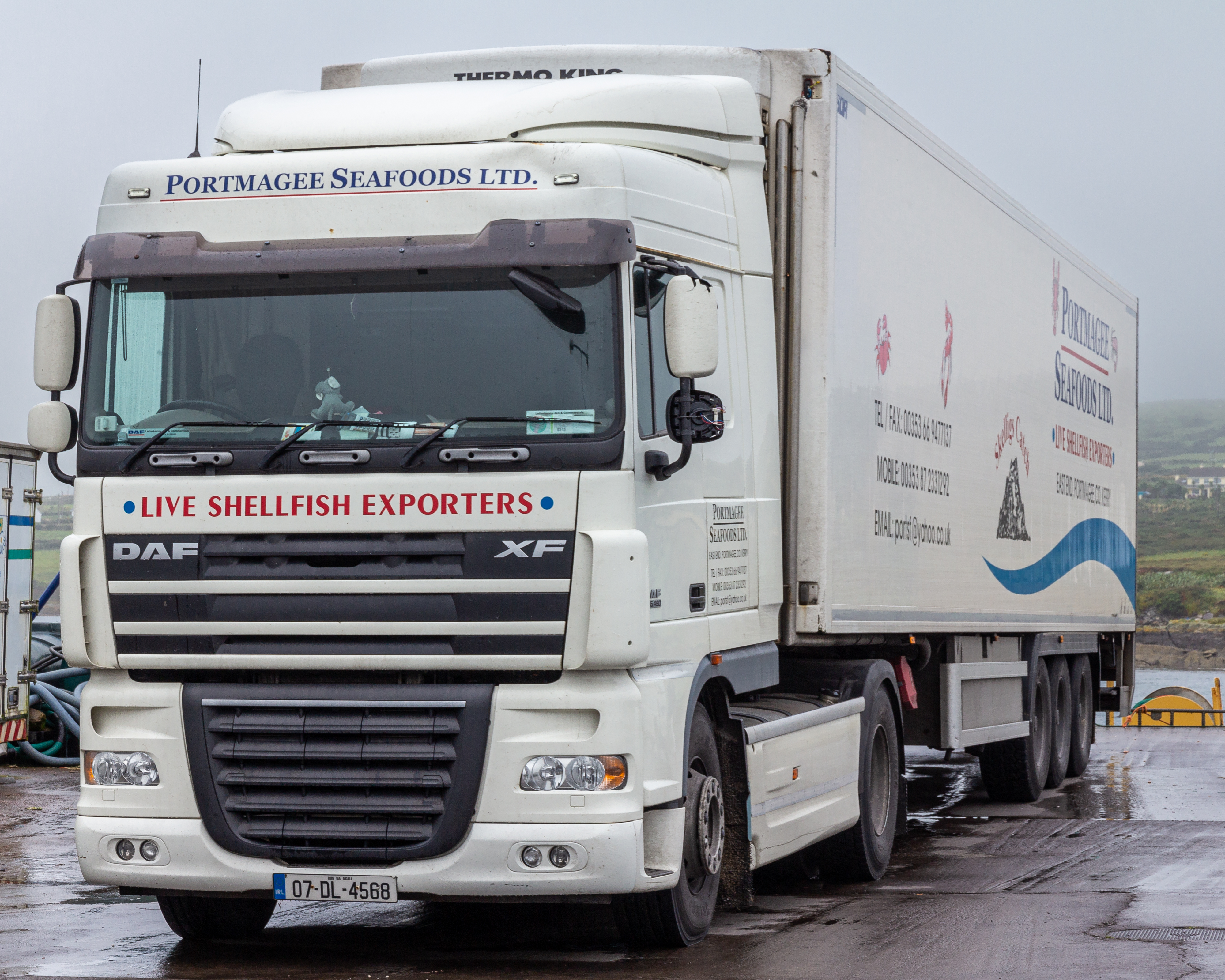
DAF XF 95.480 ở Ireland
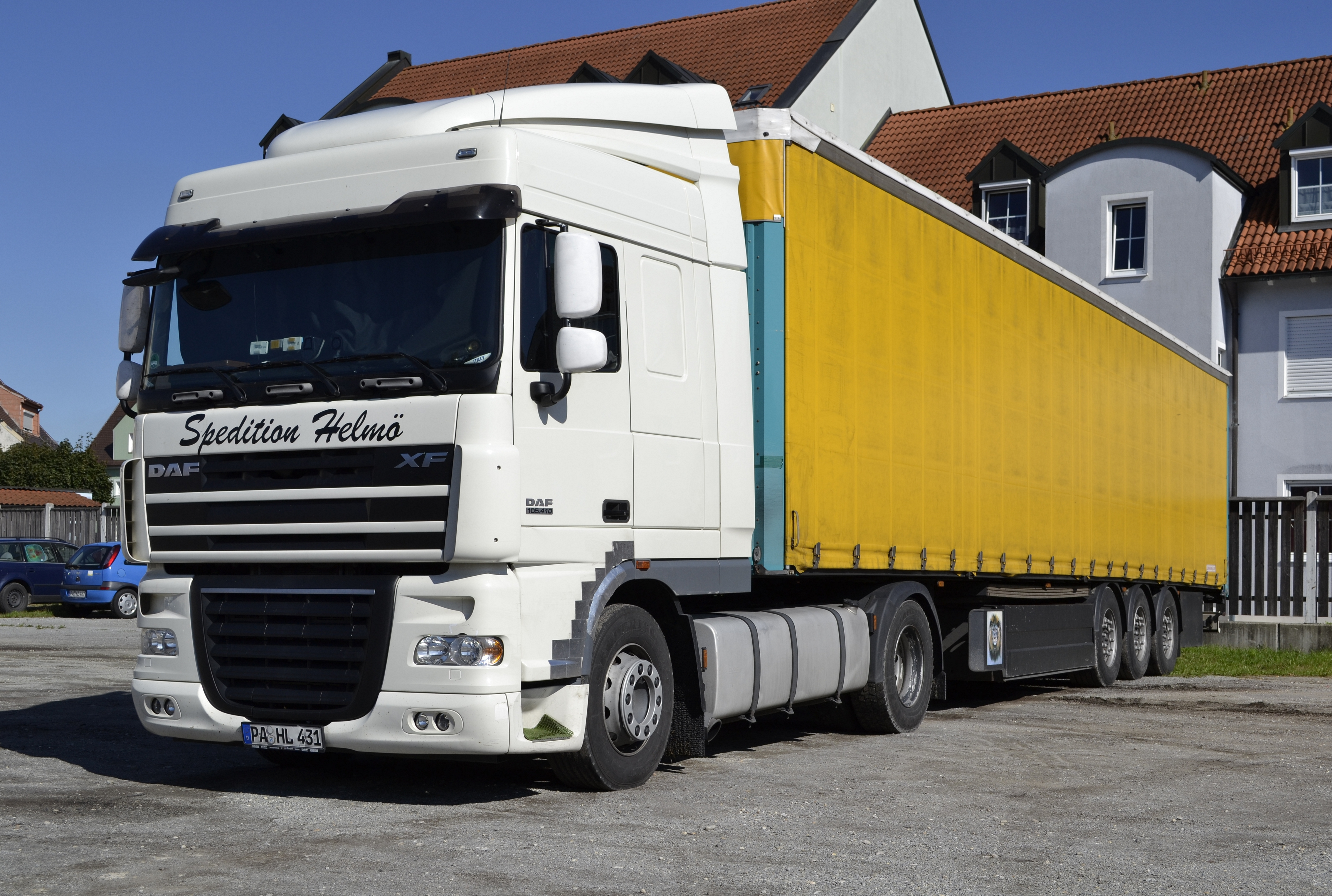
DAF XF Space Cab Plus
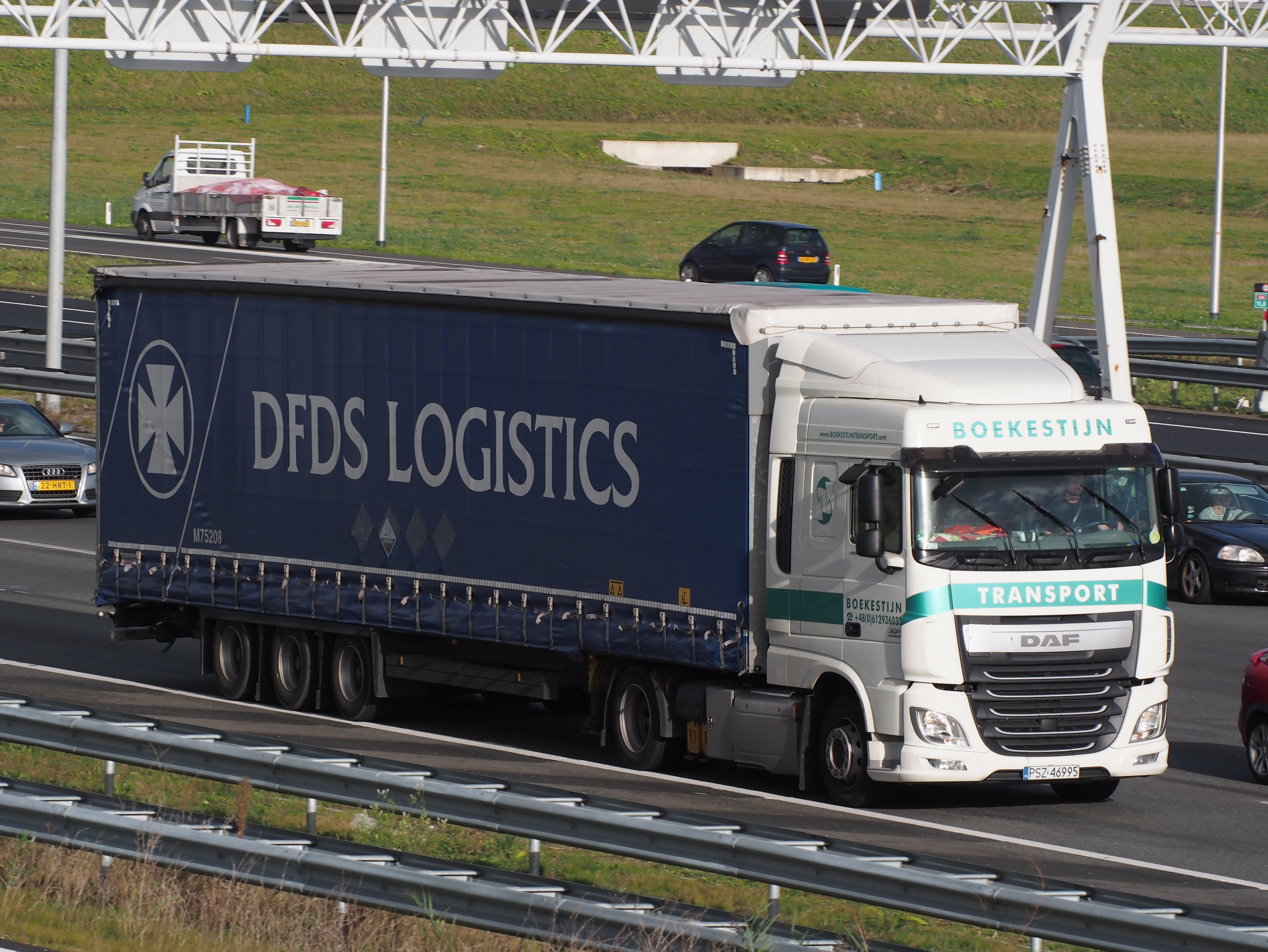
Xe tải DAF XF Euro 6
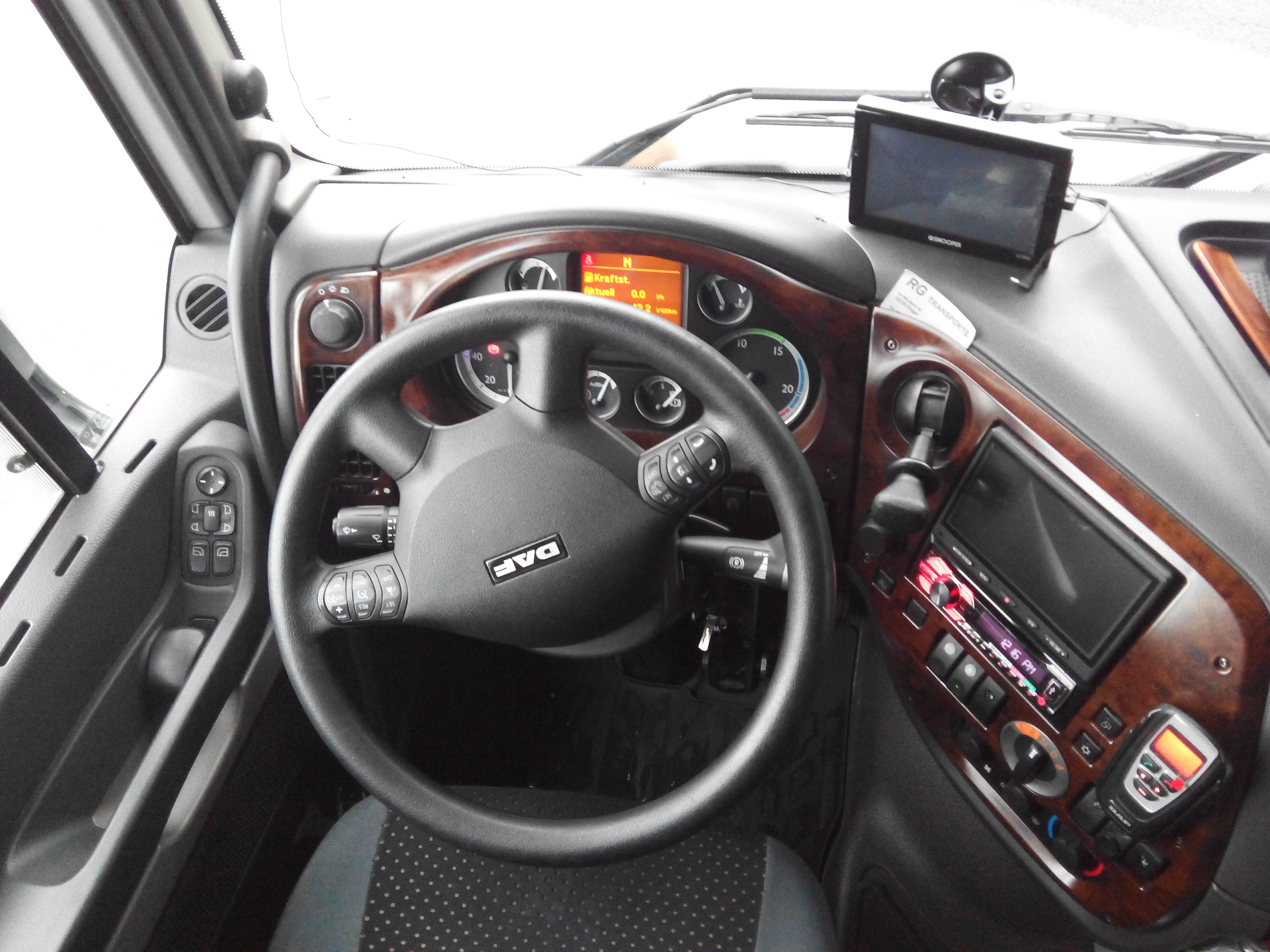
Nội thất DAF XF105
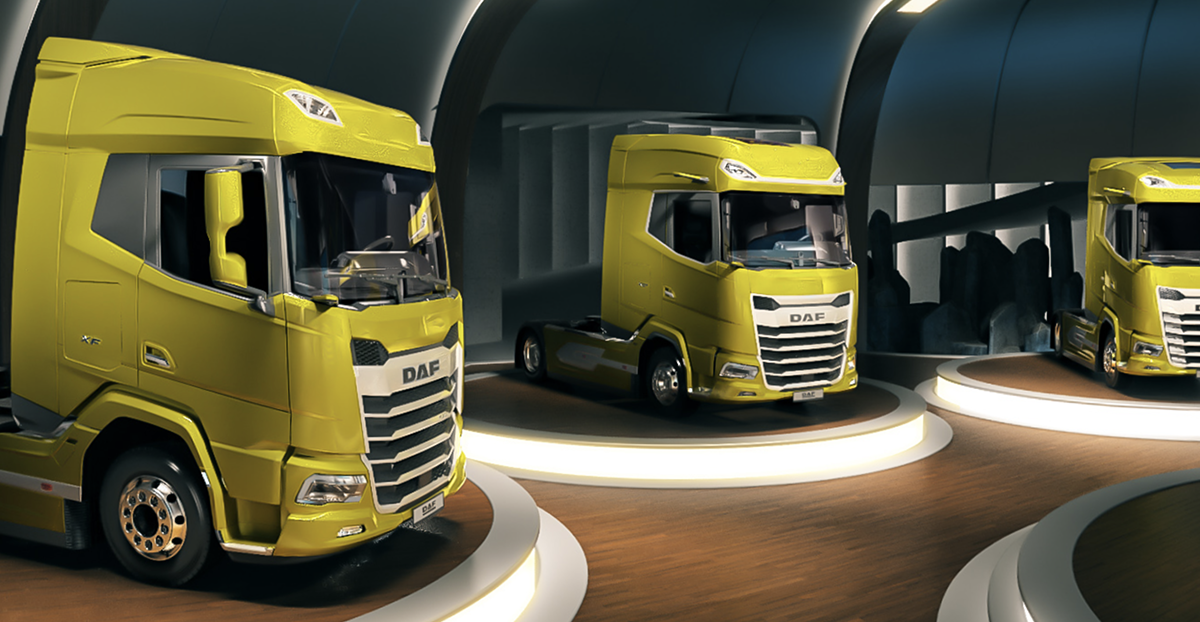
DAF XF 2021